# Flávio Kretzer
Flávio Roberto Kretzer, mais conhecido como Flávio Kretzer (Antônio Carlos, 2 de outubro de 1979), é um ex-futebolista brasileiro e atual diretor executivo que atuava como goleiro. Atualmente é goleiro da Sociedade Esportiva Estrela Azul, clube amador da cidade de Antônio Carlos.

## Carreira
Flávio iniciou a sua carreira no Avaí e passou por alguns clubes do futebol brasileiro como o São Paulo, por exemplo, no qual foi campeão da Taça Libertadores da América e do Campeonato Mundial de Clubes da FIFA de 2005.
No final do ano de 2010, foi anunciado a sua contratação pelo Metropolitano para a disputa do Campeonato Catarinense de 2011. No clube de Blumenau era titular absoluto do time mas, como sofria com cálculos na vesícula biliar, teve que se submeter a uma cirurgia (papilotomia endoscópica) no dia 24 de fevereiro, o que acabou comprometendo todo o restante do estadual de Flávio.
No dia 9 de janeiro de 2013, acertou com o Fortaleza. Sem oportunidade, no Fortaleza, acertou com o Tombense, para 2014. Ao final do estadual, Flávio encerrou a sua carreira de atleta profissional.

## Títulos
São Paulo
- Campeonato Paulista: 2005
- Copa Libertadores da América: 2005
- Campeonato Mundial de Clubes da FIFA: 2005[6]

 Sport
- Campeonato Pernambucano: 2006